# Guadalupe Victoria kommun, Durango
Guadalupe Victoria är en kommun i Mexiko.   Den ligger i delstaten Durango, i den centrala delen av landet, 700 km nordväst om huvudstaden Mexico City.
Följande samhällen finns i Guadalupe Victoria:
- Guadalupe Victoria
- José María Pino Suárez
- Centro de Readaptación Social Número 3
- San Francisco de la Palmita